# Epiphragmophora jujuyensis
Epiphragmophora jujuyensis es una especie de gasterópodo terrestre de la familia Xanthonychidae, descrita en 1962 por la zoóloga argentina María Isabel Hylton Scott.
La localidad tipo es Capillas, Jujuy.

## Distribución y hábitat
Estos caracoles no se encuentran fácilmente, generalmente se hallan debajo de la hojarasca y de los troncos de árboles caídos en bosques húmedos, en las provincias de Jujuy y Salta, en el noroeste argentino. Esta especie es un habitante típico de la selva lluviosa, especialmente de la provincia fitogeográfica de las yungas.